# WCW World Six-Man Tag Team Championship
Het WCW World Six-Man Tag Team Championship was een professioneel worstelkampioenschap dat georganiseerd werd door World Championship Wrestling (WCW).

## Titel geschiedenis
| Nr.                                         | Worstelaars                                                               | # | Datum            | Stad                  | Aantekeningen                                                                  |
| ------------------------------------------- | ------------------------------------------------------------------------- | - | ---------------- | --------------------- | ------------------------------------------------------------------------------ |
| 1                                           | The Junkyard Dog, Ricky Morton en Tommy Rich                              | 1 | 17 februari 1991 | Atlanta (Georgia)     | Versloegen het trio Buddy Landel, Dutch Mantel en Dr. X in een live-evenement. |
| 2                                           | The Fabulous Freebirds (Badstreet, Jimmy Garvin en Michael Hayes)         | 1 | 3 juni 1991      | Birmingham (Alabama)  |                                                                                |
| 3                                           | Big Josh, Dustin Rhodes en Tom Zenk                                       | 1 | 5 augustus 1991  | St. Joseph (Missouri) |                                                                                |
| 4                                           | The York Foundation (Ricky Morton (2), Tommy Rich (2) en Terrance Taylor) | 1 | 8 oktober 1991   | Montgomery (Alabama)  |                                                                                |
| De titel werd op 7 november 1991 opgeborgen |                                                                           |   |                  |                       |                                                                                |